# لا کاررا پانامریکانا
«لا کاررا پانامریکانا» (انگلیسی: La Carrera Panamericana) ویدویویی بر اساس مسابقات اتومبیل‌رانی کاررا پانامریکانا است که در مکزیک برگزار می‌شد و در سال ۱۹۹۲ منتشر شد. فیلم توسط یان مک‌آرتور کارگردانی شد. موسیقی متن آن از ترانه‌های گروه پینک فلوید استخراج شده است. اعضای سابق این گروه، دیوید گیلمور و نیک میسن، و همچنین استیو ارورک، مدیر گروه، نیز در مسابقات شرکت داشته‌اند.
در طول مسابقه، اتومبیل گیلمور دچار حادثه شد اما بر اثر آن به او آسیبی نرسید. در حالی که استیو ارورک (مدیر گروه و نقشه‌خوان گیلمور در طول مسابقه) دچار شکستگی پا شد. نیک میسن، توانست مسابقه را به همراه راننده همکارش، ولنتاین لیندزدی، با به دست آوردن ردۀ شصتم به پایان ببرد.